# Copestylum wulpi
Copestylum wulpi är en tvåvingeart som först beskrevs av Goot 1964.  Copestylum wulpi ingår i släktet Copestylum och familjen blomflugor.
Artens utbredningsområde är Venezuela. Inga underarter finns listade i Catalogue of Life.